# Jean-Baptiste Botti
 (janvier 2017).
Si vous disposez d'ouvrages ou d'articles de référence ou si vous connaissez des sites web de qualité traitant du thème abordé ici, merci de compléter l'article en donnant les références utiles à sa vérifiabilité et en les liant à la section « Notes et références ».
Pour les articles homonymes, voir Botti.
Jean-Baptiste Botti,  né à Porto-Vecchio (Corse) le 2 mai 1987, est un pilote de motomarine au niveau international.

## Biographie
Jean-Baptiste Botti découvre le jetski en loisir dès son plus jeune âge. Il commence la compétition en 1999. Il participe à des courses au niveau international en catégorie Pro Ski. 
En 2003, il intègre la team officiel JFC Kawasaki, il y restera jusqu'en 2009.
Actuellement pilote officiel Rotax, Jean-Baptiste Botti évolue en jet à selle et est présent sur le championnat 2013. Lors de la saison 2014 il obtient son premier titre de champion du monde en jet à selle dans la catégorie pro à Lake havasu lors des World finals.

## Palmarès
- 2002 - Champion d'Europe ski junior
- 2003 - Champion d'Europe ski standard
- 2004 - Champion du monde ski expert - Champion d'Europe Ski limited - Champion de France Ski limited
- 2005 - Vice champion de France Ski élite - 3e du championnat d'Europe Ski GP - 4e du championnat du monde Pro Ski IJSBA
- 2006 - Vice champion du monde Pro Ski IJSBA - Vice champion de France Ski élite - Champion de France d'endurance Runabout - 3e du championnat d'Europe Ski GP
- 2007 - Champion d'Europe Ski GP - Champion de France ski élite - 4e du championnat de France d'endurance
- 2008 - Champion de France Ski GP - Champion de France Runabout GP - 4e du championnat du monde Offshore
- 2009 - 3e du championnat du monde Pro Ski IJSBA
- 2010 - Champion du monde Pro Ski IJSBA - Champion de France Ski élite
- 2011 - 3e du championnat du monde Ski GP UIM
- 2012 - Vice champion d'Europe Ski GP & Runabout GP
- 2014 - Champion du monde Pro Run Open IJSBA
- 2015 - Champion du monde Runabout UIM - Karujet 2015 - Russky Grand Prix 2015 (avec Jean-Bruno Pastorello).